# 4072 Yayoi
4072 Yayoi је астероид главног астероидног појаса чија средња удаљеност од Сунца износи 2,144 астрономских јединица (АЈ).
Апсолутна магнитуда астероида је 13,4.